# 田中澤二
田中 澤二（たなか たくじ、田中 沢二、1887年4月27日 - 1955年3月15日）は、明治期末期から昭和にかけての政治活動家。父は田中智學。
東京府東京市浅草北三筋町（現・東京都台東区三筋）出身。幼時から、宗教家であった父の影響で日蓮主義の教育を受ける。20代で政治を志し、1922年に立憲養正會を立ち上げ、1923年田中智學を総理にし、自らは代行者として同会を運営。政治進出は時期尚早と父に諭され、総理代行を辞任。1928年に第16回衆議院議員総選挙に出馬するも落選。同年、同会機関紙『養正時評』を刊行。1929年立憲養正會総裁に就任。1930年の第17回衆議院議員総選挙にも出馬したが再度落選。国体主義を主張して、1934年には会員数も10万人を数え、「昭和22年立憲養正會内閣の成立」を訴えた。その後、満州にも支部を置き、対英戦争を主張。1942年同会は言論、出版、集会、結社等臨時取締法により解散させられ、1946年に同会を復興させるも、公職追放により総裁になれなかった。1951年に公職追放が解かれ、総裁に復帰したが、1955年に逝去。

## 主著
- 『日本改造の具體案』（らんせん荘, 1928年初版・1940年第4版）
- 『鏗爾録』（らんせん荘, 1932年）
- 『軍人ト政治ノ問題 : 軍人勅諭の中「政治ニ拘ラズ」の正體を發表す』（立憲養正會, 1933年）
- 『天皇仰慕』（養正時評社書籍部, 1934年）